# Сноу, Кармел
Кармель Сноу (17 августа 1887 — 8 мая 1961) — главный редактор журнала «Harper’s Bazaar» с 1934 по 1958 год.
Кармель Сноу внесла существенные изменения в концепцию и внешний вид журнала. Благодаря решительному творческому подходу она получила прозвище «маленькая ирландская петарда».
В 1958 году после 25 лет работы в «Харперс Базар» Кармель Сноу была уволена из журнала. Её вынужденный уход был связан с неприятным инцидентом, раскрывшим её пристрастие к алкоголю.
В ночь на 8 мая 1961 года в Нью-Йорке Кармель Сноу скончалась в возрасте семидесяти трёх лет от сердечного приступа.